# Alfred Heineken

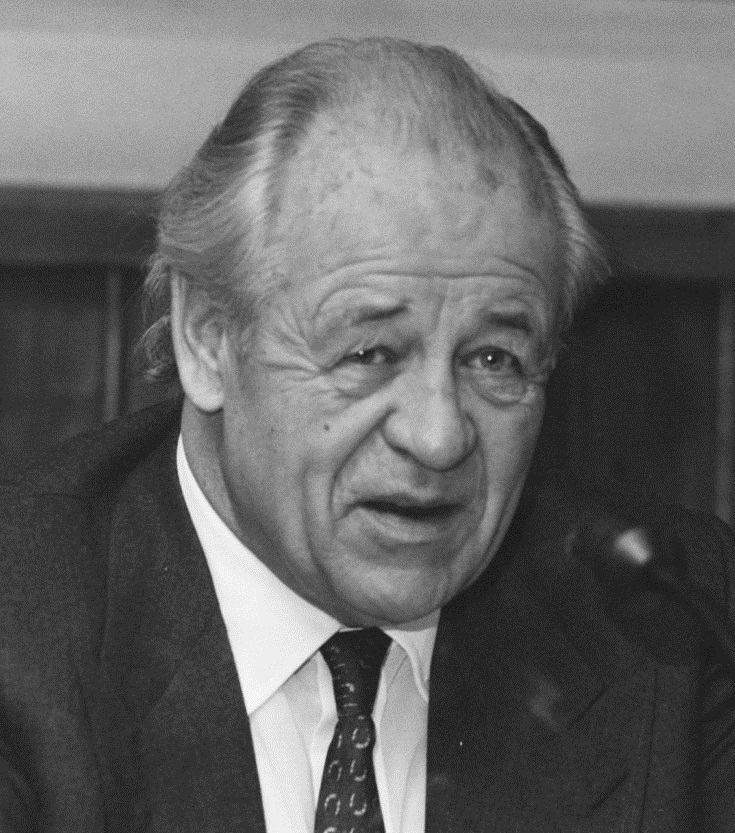
Freddy Heineken im Jahr 1987

Alfred Henry Heineken, genannt Freddy Heineken (* 4. November 1923 in Amsterdam; † 3. Januar 2002 in Noordwijk), war ein niederländischer Unternehmer und Bierbrauer.

## Leben
Der streng calvinistisch erzogene Heineken war Spross der gleichnamigen niederländischen Brauereifamilie. Nach seinem Schulabschluss am Gymnasium am Kennemer Lyceum begann er ab 1942 seine Karriere im Betrieb Heineken seines Urgroßvaters Gerard Adriaan Heineken und seines Vaters Henry Heineken.
Anschließend hatte er dort verschiedene Positionen inne. Heineken widmete sich intensiv der Werbung. So war er mit an der Entstehung der noch heute aktuellen Markenidentität des Konzerns mit rotem Stern und grüner Grundfarbe beteiligt. Von 1971 bis 1989 war er Vorstandsvorsitzender bei Heineken. Unter seiner Führung wurde das Unternehmen zu einem der weltweit führenden Bieranbieter. Nach seiner Vorstandszeit war er noch bis 1995 Vorsitzender des Aufsichtsrates. Heineken war mit Lucille Cummins verheiratet, mit ihr hatte er eine Tochter, Charlene.

## Entführung
Am 9. November 1983 wurde Heineken von Cor van Hout, Willem Holleeder und mehreren Komplizen entführt. Nach drei Wochen konnte die Polizei ihn sowie seinen ebenfalls gefangen gehaltenen Chauffeur Ab Doderer befreien. Allerdings konnten Heinekens Entführer ein Lösegeld von 35 Millionen Gulden – rund 16 Millionen Euro – erpressen. Nach der Festnahme der Kidnapper konnte lediglich die Hälfte des erpressten Geldes wieder ausfindig gemacht werden, der Rest blieb unauffindbar. Aufgrund dieser Entführung mied der bis dahin kontaktfreudige Heineken die Öffentlichkeit.

## Medien
- Die Wiese ist grün für den Hasen. In: Der Spiegel. Nr. 49, 1983 (online).
- Peter R. de Vries (1987): De ontvoering van Alfred Heineken (Die Entführung von Alfred Heineken, 27. Auflage 2013 (De Fontein; 1e editie 2013, ISBN 978-90-261-3371-8)
- Verfilmungen der Entführung: 
  - 2011: Die Heineken Entführung, niederländisches Krimi-Drama mit Rutger Hauer
  - 2015: Kidnapping Freddy Heineken, britisch-niederländisches Krimi-Drama mit Anthony Hopkins